# Congreso (álbum)
Congreso es el tercer álbum de Congreso, editado en 1977, bajo etiqueta EMI Odeón.
Este disco tiene en realidad el título formal de “Congreso” a secas, pero ha pasado a la historia popular con su denominación de “El Color de la Iguana”, e incluso también se le denomina a veces el “Disco Cafe” (este es precisamente el color predominante de la portada).

## Historia
Llega el año 1976 y el grupo vuelve a los estudios a registrar nuevas composiciones para un futuro nuevo disco.
Ingresa al grupo Arturo Riesco en percusiones, y Hugo Pirovich en Vientos, dándole otros matices a las nuevas creaciones.
Sergio "Tilo" González, en ese año, deja la carrera de Arquitectura, para dedicarse solamente a la música, lo que se ve reflejado en este disco con los aportes que hizo.
En 1977, lanzan su disco homónimo Congreso y ese mismo año viajan a Argentina a promocionarlo.
Se convierte en uno de los mejores discos del año, llegando incluso a ocupar el ya clásico tema "Volantín de Plumas" en el anuncio del tiempo de TVN.

## Música y lírica
Congreso (banda) en este nuevo disco, presenta una mayor evolución, tanto lírica como compositiva.
Aquí, lo progresivo queda en evidencia en temas como "Arco Iris de Hollín", "Tu Canto" o "Los Elementos", todas piezas de una duración por sobre los 6 minutos, y con una mayor complejidad musical.
Destacan también por su color, temas como "El color de la iguana", "Volantín de Plumas" y "El cielito de mi pieza".
La línea compositiva en este disco cambia totalmente, pasando a ser el compositor del grupo Sergio "Tilo" González, quien firma casi la mayoría de las canciones de este LP con su nombre.

## Lista de canciones
1. El color de la iguana. (Francisco Sazo, Arturo Riesco)
2. Volantín de plumas. (Sergio "Tilo" González)
3. Si te vas. (Fernando González)
4. Los elementos. (Congreso)
5. El cielito de mi pieza. (Fernando González)
6. Tu canto. (Sergio "Tilo" González, Francisco Sazo)
7. Arco iris de hollín. (Sergio "Tilo" González)

## Integrantes
- Francisco Sazo: voz, flauta dulce, rondador y tarka.
- Sergio "Tilo" González: batería, percusión, guitarra.
- Fernando González: guitarra eléctrica y guitarra acústica.
- Patricio González: guitarra de doce cuerdas, violoncelo.
- Fernando Hurtado: voz, bajo eléctrico y acústico.
- Renato Vivaldi: flauta traversa en do y sol, tarka y rondador.
- Arturo Riesco: percusión.
- Hugo Pirovich: vientos.

- Datos: Q5783079